# 朱睦棌
潁川恭順王朱睦棌（1515年8月26日—1586年2月20日），明朝周藩第三代潁川王，潁川榮莊王朱同𨭖之孫，潁川安惠王朱安潪（追封）的庶長子。

## 生平
正德十年七月十七日（1515年8月26日）出生。嘉靖七年十月十五日（1528年10月27日），獲賜名睦棌。嘉靖十四年十二月二十五日（1536年1月17日），襲封潁川王。
萬曆十四年正月初三日（1586年2月20日），朱睦棌去世，享年七十二歲。明神宗輟朝一日，遣行人楊恂諭祭，命有司營治喪葬如制，賜諡恭順。朱睦棌與王妃合葬於大梁城東邊村之原。嫡長子朱勤一年後即卒，長孫朱朝壑於萬曆二十年（1592年）襲爵。

## 家庭

### 妻
- 周氏，南城兵馬副指揮周環女，嘉靖十九年（1540年）十二月冊為潁川王妃[2]，萬曆十年五月二十九日（1582年6月19日）卒

### 子
- 嫡長子：潁川長子→潁川懷端王（追封）朱勤，夫人賈氏，內助張氏
- 嫡子：鎮國將軍朱勤燨，夫人王氏
- 嫡子：鎮國將軍朱勤𩺰，夫人李氏
- 庶子：鎮國將軍朱勤𤏸，夫人胡氏
- 庶子：鎮國將軍朱勤默，夫人于氏
- 庶子：鎮國將軍朱勤𰞱，夫人周氏
- 庶子：鎮國將軍朱勤，夫人高氏
- 庶子：鎮國將軍朱勤𤍤，夫人龐氏
- 庶子：鎮國將軍朱勤，夫人吳氏
- 庶子：鎮國將軍朱勤鯧，夫人劉氏

### 女
- 寧浦縣主，儀賓張尚文
- 南波縣主，儀賓龐鳳陽
- 信陵縣主，儀賓雷三仁
- 平丘縣主，儀賓關大謐

### 孫
- 長孫朱朝壑
- 輔國將軍朱朝僖
- 輔國將軍朱朝堂
- 朱朝坂
- 朱朝錐
- 朱朝幄
- 朱朝𧼋
- 朱朝𠫳
- 朱朝垻
- 朱朝𡋹
- 朱朝𡊅

### 孫女
- 水洛郡君，儀賓張守業